# Gong Chenzhi
Gong Chenzhi (chinesisch 巩晨智, Pinyin Gǒng Chén Zhì; * 22. September 2006) ist ein chinesischer Snookerspieler aus Zibo. 2024 qualifizierte er sich für die Profitour.

## Karriere
Gong Chenzhi war schon mit 12 Jahren auf nationaler Ebene ein erfolgreicher Snookerspieler. Mit 15 nahm er erstmals an den Qualifikationsturnieren des chinesischen Verbands CBSA teil, bei denen man Zugang zur internationalen World Snooker Tour bekommen konnte. Anschließend trat er auch in der Asia-Oceania Q School an: Im ersten Turnier gelang ihm ein Achtungserfolg gegen den Ex-Profi Wang Yuchen, im zweiten Turnier verlor er gegen Wang in der Vorschlussrunde. In der Saison 2023/24 bekam er für alle 4 Turniere der Profitour, die in China stattfanden, eine Wildcard. Bei den Wuhan Open gelang ihm ein Sieg gegen Jordan Brown und der Einzug unter die Letzten 32.
2024 nahm er auch an den Qualifikationsturnieren der WSF teil und kam bei der WSF Junior Championship ins Finale, das er aber gegen den Ungarn Bulcsú Révész verlor. Er wurde aber zum Saisonabschluss zur Weltmeisterschaft eingeladen und schlug sich achtbar gegen Rod Lawler, gegen den er bis zum 7:7 mithielt, bevor er die letzten 3 Frames zum 7:10 verlor. In diesem Jahr spielte Gong aber auch sehr erfolgreich auf der nationalen CBSA China Tour und erreichte dort unter anderem das Finale in Zhangjiagang. Er besiegte unter anderem die Profis He Guoqiang und Ma Hailong, bevor er gegen Xu Si verlor. Als einer der beiden besten Nichtprofis der Tour erhielt er mit 17 Jahren die Startberechtigung für die Spielzeiten 2024/25 und 2025/26 der Profitour.